# Returnwaarde
De returnwaarde is de waarde (het resultaat, de uitkomst) die een functie in de informatica geeft. De waarde kan een Boolean true (waar, ja) of false (onwaar, nee) zijn, of een waarde die door de functie als uitkomst wordt gegeven. De returnwaarde kan zelf weer invoer zijn voor een andere functie. Ook kan de returnwaarde worden gecontroleerd, waardoor een eventuele volgende stap of actie in een programma wordt bepaald. Er hoeft niet altijd iets te gebeuren met de returnwaarde. Het kan ook eenvoudig een loze waarde zijn die niet verder verwerkt hoeft te worden. Een functie kan ook meer dan 1 returnwaarde hebben, of juist geen enkele. In diverse programmeertalen wordt de returnwaarde op diverse manieren gebruikt en verwerkt. 

## Voorbeeld 1
Voor de leek. Een functie heeft 
- Invoer: er gaan nul of meer waarden in (of variabelen of andere functies)
- Verwerking: de functie verwerkt de gegeven invoer
- Returnwaarde: de functie berekent een returnwaarde en stuurt die waarde terug naar de aanroeper van de functie.

Stel: je wil de returnwaarde van een functie hebben die optelt.

Laten we die functie tel-op ( ) noemen.

We geven als input twee getallen, bijvoorbeeld 1 en 2.

De functie berekent het resultaat en stop dat in een returnwaarde.

De returnwaarde (ofwel de 'evaluatie') van tel-op (1 en 2) is dan 3.
We kunnen ook een functie iets laten controleren. 

We maken een functie 'controleer-of-het-resultaat-3-is ( )'.

We geven onze virtuele computer de functie controleer-of-het-resultaat-3-is ( ) onze eerste functie als invoer: 

controleer-of-het-resultaat-3-is (tel-op (1 en 2)). 

De returnwaarde is nu niet 3, maar true want er is gecontroleerd dat dat waar is.

De returnwaarde van tel-op (1 en 2) is immers doorgegeven aan de functie controleer-of-het-resultaat-3-is (), en die geeft als returnwaarde dan aan dat dat klopt.

## Voorbeeld 2
In bijvoorbeeld de taal php zou een functie er zo kunnen uitzien:
```
// functiedefinitie in php
1 function functie_naam( $arg_1, $arg_2, ..., $arg_n ) {
2 // doe iets met de argumenten 1 tot en met n en bereken een waarde
3 ...
4 // en retourneer die waarde
5 return waarde;
6 };
```